# Mike Pompeo
Michael Richard "Mike" Pompeo (Orange, Califòrnia, 30 de desembre de 1963) és un polític i exoficial de l'exèrcit americà. Fou elegit membre de la cambra de Representants per Kansas des de 2011. És un membre del Tea Party, moviment ultraconservador del Partit Republicà. A les primàries de 2016 que organitzà el partit per a triar el seu candidat a les Eleccions presidencials dels Estats Units del mateix any, va donar suport a Marco Rubio abans que a Donald Trump.
Però el 18 de novembre de 2016, va ser seleccionat pel President-electe Donald Trump per ser el Director de l'Agència Central d'Intel·ligència (CIA), juntament amb Jeff Sessions com a Fiscal General i Michael T. Flynn com a Conseller de Seguretat Nacional. L'abril de 2018 fou elegit com a 70è Secretari d'Estat.